# Johan Söderqvist
Johan Söderqvist (né à Täby le 11 février 1966) est un compositeur de musiques de films et de jeux vidéo suédois.

## Biographie
Johan Söderqvist a étudié à l'École royale supérieure de musique de Stockholm.

## Carrière
Johan Söderqvist fut pianiste dans plusieurs groupes de jazz ainsi que de folk avant de se focaliser sur la composition de musique de film, séries télévisés, dans la radio et le théâtre.
Sa première composition cinématographique fut pour Agnes Cecilia depuis quoi il a composé de nombreuses fois pour d'autres films ou séries télévisées, dont neuf au service de la réalisatrice suédoise acclamée Susanne Bier. Parmi ses compositions, certaines lui valurent des récompenses telles que pour  Brothers (2004), After the Wedding (2006) et Nos souvenirs brûlés (2007), où il a collaboré avec le compositeur gagnant de l'Oscar  Gustavo Santaolalla. Il gagna aussi un prix pour Morse (2008) réalisé par Tomas Alfredson, et une composition nommée à la Cérémonie des Oscars pour Kon Tiki (2012).
En 2005 et 2009 Johan Söderqvist fut nommé dans la catégorie "meilleur compositeur" par la European Film Academy pour  Brothers (2004) et Morse (2008). La musique de Morse (2008) lui valut aussi une nomination au Festival de Cannes et aux "Rencontres cinématographiques de Cannes" dans la catégorie "Meilleure Musique de Film". Söderqvist composa aussi les jeux vidéos Battlefield 1 et Battlefield V avec Patrick Andrén. Sa dernière composition fut pour le film norvégien  Amundsen, sorti en février 2019.

## Filmographie
- 2004 : Brothers
- 2006 : After the Wedding
- 2007 : Nos souvenirs brûlés
- 2008 : Morse
- 2010 : Revenge
- 2012 : Kon-Tiki
- 2012 : Insensibles
- 2016 : Golem, le tueur de Londres (The Limehouse Golem) de Juan Carlos Medina
- 2018 : The Quake de John Andreas Andersen
- 2019 : Ser du månen, Daniel de Niels Arden Oplev
- 2019 : Voyage au bout de la Terre (Amundsen) d'Espen Sandberg
- 2021 : The North Sea de John Andreas Anders
- 2024 : Madame Web de S. J. Clarkson

Séries télévisées :
- 2003 : Hem till Midgård
- 2011 : The Bridge: Bron/Broen
- 2016 : Spring Tide
- 2020 : Tsunami

## Ludographie
- 2016 : Battlefield 1
- 2018 : Battlefield V

## Distinctions
- 2009 : Prix Amanda de la meilleure musique de film pour En eaux troubles (DeUsynlige)
- 2011 : Prix Amanda de la meilleure musique de film pour Les Révoltés de l'île du Diable (Kongen av Bastøy)
- 2012 : Prix Kanon du meilleur film musical pour Kon-Tiki